# رود توگور
رود توگور (انگلیسی: Tugur) یک رودخانه در سرزمین خاباروفسک کشور روسیه است.